# Caipiras
Os caipiras são um grupo etnográfico originário do estado de São Paulo, também distribuídos principalmente entre os estados brasileiros de Goiás, Minas Gerais, Mato Grosso, Mato Grosso do Sul e Paraná, e historicamente associados à colonização de regiões serranas do Rio Grande do Sul e de Santa Catarina, onde seus descendentes são denominados birivas. 
Entre seus principais formadores étnicos estão os descendentes de judeus que emigraram de Espanha e Portugal durante a Inquisição, constituindo um povo com significativa presença em São Paulo entre os séculos XVI e XVII.
As áreas por onde a cultura caipira foi introduzida estão informalmente agrupadas em uma única região conhecida como Paulistânia, um conceito cultural e geográfico que começou a ganhar destaque a partir do século XX.
Durante o período colonial, seu principal mecanismo de comunicação era a língua geral paulista, vindo a ser difundida por outras regiões através das bandeiras; atualmente eles possuem um dialeto próprio de base portuguesa, no qual preservaram-se alguns elementos da língua geral paulista e da língua galaico-portuguesa.

## O termo "caipira"

### Origem
Inicialmente, caipira era uma denominação utilizada pelos povo guaianá do Médio Tietê como uma forma de denominar os bandeirantes, antigos desbravadores que partiam de São Paulo com o objetivo de explorar a sertania em busca de metais preciosos. O termo surgiu no durante a existência da Capitania de São Vicente, que posteriormente foi reorganizada com a denominação de São Paulo e Minas de Ouro, e finalmente em 1720, como São Paulo.

### Etimologia
A primeira definição do nome "caipira" foi feita no século XIX, por Baptista Caetano d'Almeida, tendo defendido que o termo provém da língua tupi: cai (queimada) + pira (pele); traduzindo-se como "pele queimada," fazendo referência à aparência física, possivelmente dos bandeirantes. No século XX, surgiram várias explicações etimológicas para a origem do termo, alguns defendendo que pode provir do tupi ka'apir ou kaa-pira, que significa "cortador de mato"; ka'a pora, "habitante do mato", a partir da junção de caa (mato) e pora (gente); kopira, que significa "roçado" ou "roçador"; caí-pyra, "envergonhado"; outros do guarani caapiára, que significa "agricultor.

### Possíveis sinonímias
O significado original do termo caipira, corresponde, em Minas Gerais, ao capiau, um termo de origem guarani que também significa "cortador de mato". Caipora, procedendo do tupi caa'pora, "o que há no mato". Na região Nordeste do Brasil, corresponde ao matuto, que procede de "mato". O termo caboclo (do tupi: kari'boka, "procedente do branco"), que designa estritamente os filhos da união entre brancos e indígenas, passou a ser associado ao caipira no século XIX. Caburé, que procede do tupi kabu'ré, designando os filhos da união entre negros e indígenas. No Rio Grande do Sul, os descendentes dos caipiras que colonizaram a Serra Gaúcha, receberam a denominação que possui variações entre "biriva", "biriba" ou "beriba", cujas procedem do tupi mbi'ribi, traduzindo-se como "pequeno", "pouco". "Guasca", que procede do termo quíchua kuask'a, significando laço, corda. "Bruaqueiro", uma referência à bruaca, uma bolsa de couro cru usada por bandeirantes e tropeiros no transporte de cargas sobre o lombo de burros. Capuaba e capuava, termos de origem tupi. Araruama, procede do topônimo Araruama. Botocudo, uma referência aos índios botocudos. Mano-juca, uma forma carinhosa para "irmão José". Mandi, que procede do tupi mãdi'i, "roceiro". Caiçara, que procede do tupi kai'sara, ou do tupi-guarani caa-içara, sendo caa "mato" e içara "armadilha".

### Pejorativos e estereótipos
Foram associados ao caipira, estereótipos e pejorativos como Jeca, a forma reduzida do personagem Jeca Tatu. Babaquara, que procede da junção dos termos tupis mbae'bé (nada), kwa'á (saber) e ara (a gente), significando "aquele que nada sabe", "tolo" e "apalermado". Canguçu, que procede do tupi akãngu'su, significando "cabeça grande". Casaca, que procede do francês casaque, associado a "descompostura". Tabaréu, que provém do tupi taba'ré, "o que vive na aldeia", também associado a figura de uma pessoa tola, tímida. Camisão, aumentativo de "camisa". Capa-bode, procedendo da junção de "capa" e "bode". Groteiro, aquele que provém de "grota". Catrumano, que procede de quadrumano (alteração prosódica de "quadrúmano", aquele que tem "quatro mãos"), Macaqueiro, procedendo de "macaco". Mocorongo, talvez proceda do quinguana (dialeto do suaíle) kolongo, um pequeno macaco.

### Usos impróprios do termo

#### No Brasil
O termo "caipira" costuma ser utilizado com bastante frequência de forma pejorativa, etnocêntrica e esteorotipada para populações interioranas, como no livro Urupês de Monteiro Lobato, onde o caipira é retratado como uma "velha praga", "parasita caboclo", "parasita da terra", "baldio", "seminômade", "inadaptável à civilização", "urumbeba", etc.; Como nas tradicionais Festas juninas, onde pessoas se trajam com roupas saloias, tecidos remendados, maquiagem exagerada, fitas e pintinhas no rosto, características geralmente estereotipadas como sendo a representação do caipira. O termo também costuma ser associado erroneamente como uma forma de tradução para termos culturais distintos da cultura caipira e pouco difundidos no Brasil, como redneck e hillbilly.

#### Em Portugal
Para o Dicionário Priberam da Língua Portuguesa, um "caipira" se resume a uma pessoa que mora no campo ou na roça, também conhecido como matuto, roceiro. Possui também um sentido depreciativo, quem tem modos considerados rústicos, simples, grosseiros ou incultos. Em Portugal, aqueles que apoiavam ou eram membros do Partido Constitucionalista durante a Guerra Civil Portuguesa, travada de 1828 até 1834 entre liberais constitucionalistas e absolutistas sobre a sucessão real, eram chamados de "burros" até 1832; posteriormente, também em tom depreciativo, passaram a denominá-los "caipiras".

## Origens
As primeiras referências ao caipira e ao dialeto caipira são relativas aos antigos aldeamentos situados ao redor da vila de São Paulo, como São Miguel de Ururaí, Carapicuíba, Barueri, Nossa Senhora da Escada, Pinheiros, Itapecerica e Embu. É particularmente relevante um livro do século XVIII, do padre Manuel Bernardes, sobre a vida do Padre Belchior de Pontes, basicamente um atestado de nascimento da cultura caipira. 
No quadrilátero formado pelos municípios de Campinas, Piracicaba, Botucatu e Sorocaba, no médio rio Tietê, o caipira sofreu muitas transformações, influenciado que foi pela maciça imigração italiana para as fazendas de café do interior de São Paulo. Mas o caipira, por sua vez, aculturou o imigrante, tanto nessa região quanto na região de Santo Amaro, na capital, onde os alemães imigrados logo depois da Independência acabaram conhecidos como "os caipiras alemães de Santo Amaro".
Na região norte paulista (de Campinas a Igarapava) povoada inicialmente por migrantes vindos de Minas Gerais no início do século XIX, a presença de vários imigrantes europeus foi grande, dando outra característica à região. Já o oeste e noroeste do estado de São Paulo, de colonização recente (primeira metade do século XX), surgiu com a presença de imigrantes (italianos, espanhóis, japoneses, alemães, etc.) e migrantes internos (mineiros, nordestinos, etc.), também formando uma cultura bem diferente das regiões mais antigas de São Paulo.
Importantes núcleos humanos de persistência dessa cultura no estado de São Paulo são o Alto Paraíba, particularmente Cunha e São Luís do Paraitinga; a Baixa Mojiana, sobretudo a Bragantina, particularmente Bragança Paulista, Pinhalzinho, Socorro, Pedra Bela, Amparo, Serra Negra, Lindóia e Águas de Lindoia; a região de Piracicaba, Capivari, Rafard e Rio das Pedras e a região de Sorocaba, Itu, Porto Feliz e Tietê.
No livro Capitão Furtado, viola caipira ou sertaneja? há a seguinte citação sobre as origens caipiras:
(...) Há, contudo, inúmeros traços de semelhança física e cultural entre caboclos concentrados em boa parte das regiões Centro-Oeste, Sudeste e Sul do Brasil (Paraná, Minas Gerais, São Paulo, Mato Grosso e Goiás), tendo-se, no atual século, generalizado para estes a uma designação tipicamente paulista: ‘caipiras’. Caipira, para muitos filólogos, é expressão de etimologia desconhecida. Silveira Bueno, todavia, atribui o vocábulo à contração das palavras tupis caa (mato) e pir (que corta), no sentido completo de cortador de mato.

## Cultura caipira

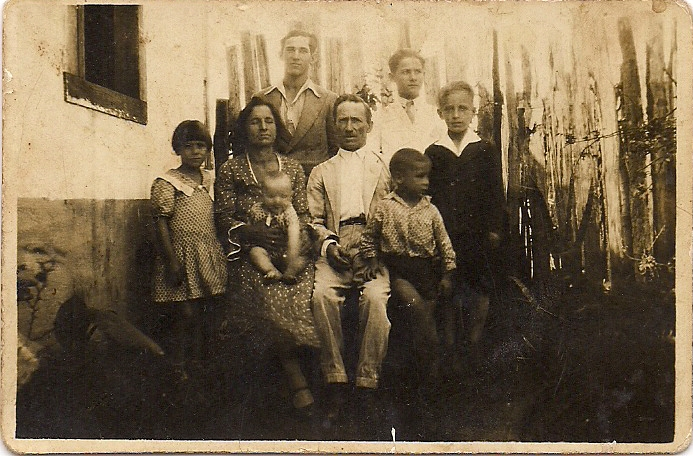
Uma família de caipiras brancos em Penápolis, em São Paulo, na década de 30.

A cultura caipira é fortemente caracterizada pelo bucolismo e pelo catolicismo popular decorrente das inovações do Concílio de Trento, uma religiosidade de rezadores, apoiada nos valores do compadrio e por manifestações religiosas cujo calendário se combina com o calendário agrícola, como observou em suas importantes pesquisas Alceu Maynard Araújo, da Escola de Sociologia e Política de São Paulo. A mais importante manifestação da religiosidade caipira (e também da religiosidade sertaneja no Brasil) é a festa do Divino Espírito Santo, anualmente anunciada pelas casas da roça e pelos bairros rurais pelo grupo precatório da Folia do Divino.

### Dialeto caipira

Mapa dos falares de Minas Gerais. No norte, o falar geraizeiro. No centro e leste, o falar mineiro. No sul e oeste, o falar caipira.

O caipira tem um dialeto próprio ou "falar", o dialeto caipira, que preserva elementos do falar do português arcaico (como dizer "pregunta" e não "pergunta"; "breganha" e não "barganha") e, principalmente, das línguas tupi e geral paulista. Os missionários do século XVI, particularmente os jesuítas, já haviam observado que os índios da costa tinham enorme dificuldade para pronunciar as consoantes dobradas das palavras portuguesas (como em "palha", "mulher", "colher", "orelha", "olhos" etc.) e as palavras terminadas em consoantes, como o infinitivo dos verbos. Organizada gramaticalmente pelo padre Anchieta, foi língua de conversação cotidiana e também língua literária, na qual foram escritos os primeiros poemas brasileiros e o primeiro teatro. A língua portuguesa era unicamente língua de repartição pública, das câmaras, da justiça e da correspondência oficial. A língua paulista foi proibida em 1757 e, com a imposição da língua portuguesa, originou-se o dialeto caipira, um modo de falar dialetal e não português errado como muitos supõem. Há obras literárias em que o dialeto caipira está fortemente presente, como em "Lereias", de Waldomiro da Silveira, e nas obras de Otoniel Mota, Cornélio Pires e Amadeu Amaral, autor do fundamental "Dialeto Caipira". O dialeto caipira não é apenas uma língua, mas expressa também uma lógica e um modo de pensar e definir o mundo, de que a mais bela expressão é "Grande Sertão: Veredas", de João Guimarães Rosa.
Devido à dificuldade da pronúncia, a população caipira passou a falar a língua portuguesa com sotaque: "paia", "muié", "cuié", "oreia", "zoio", "fulô" etc., e "falá", "cantá", "pitá", "vê", "sentí", "oiá", "rezá" etc. A língua paulista ainda continuou sendo falada em casa pela população até o século XX, não só a população pobre, mas também a elite, até pelo menos o começo do século XIX.
Amadeu Amaral, em seu estudo "Dialeto Caipira", diz sobre os diversos falares do Estado de Minas Gerais: "No próprio interior deste Estado (Minas Gerais), se podem distinguir, sem grande esforço, zonas de diferente matiz dialetal: o Litoral; o chamado "Norte"; o Sul e a parte confinante com o Triângulo Mineiro."
O filólogo português Cândido de Figueiredo em sua obra "Lições Práticas de Língua Portuguesa", volume 1, publicada em 1891, comparou o "falar" do caipira de São Paulo com o do morador de Lisboa:
Sucede, em Lisboa, o mesmo que entre os caipiras de São Paulo, no Brasil, os quais, como os lisboetas, ditongam a terminação "io", dizendo "tiu", "rosciu" etc., em vez de "ti-o", "rosci-o"...— Cândido de Figueiredo

### Música caipira
Sua música era chamada, inicialmente, de música caipira; posteriormente, para se distinguir da música sertaneja, recebeu o nome de "música de raiz" também é conhecida por "música do interior". O compositor Renato Teixeira, com sua composição "Rapaz Caipira", foi um dos responsáveis pela volta do nome "música caipira".
A música caipira tem uma temática rural e, segundo Cornélio Pires, que a conheceu em seu estado original, se caracteriza "por suas letras românticas, por um canto triste que comove e lembra a senzala e a tapera, mas sua dança é alegre". Entre suas mais destacadas variações, está a moda de viola. O termo "moda de viola" usado por Cornélio Pires é o mais antigo nome da música feita pelo caipira.
A música é geralmente homofônica ou, algumas vezes, no estilo do órganon medieval.
O cantor, compositor e empresário brasileiro Roberto Trevisan gravou a música "Matuto em Nova York", na qual diz ser ele mesmo "um caipira imigrante na cidade de Nova York".

### Contos ou causos do caipira
Também são típicos do caipira os «causos», termo que quer dizer «historietas contadas através de pai para filho durante séculos», que o caipira gosta de contar.
Um exemplo:
Havia um grupo de dez sacis que vivia numa fazenda com um fazendeiro muito mau. Tinha saci de todo tipo: malandro, bagunceiro, reinador, briguento, como qualquer moleque. Um dia, o fazendeiro desapareceu e os sacis também desapareceram e ninguém sabia pra onde haviam ido. Com o tempo, começaram a aparecer em estradas, para tropeiros e cargueiros, que davam pinga para os sacis. Com o tempo, foram acabando as tropas, foram aparecendo os carros e eles não foram mais aparecendo nas estradas. Mas continuaram aparecendo para os pescadores, assombrando fazendas, destruindo criação pequena, que sumia das fazendas, tiravam ovo da galinha que estava chocando (...)

## Literatura

### Os vários tipos de caipira
O tipo humano do caipira e sua cultura tiveram sua origem no contato dos colonizadores brancos europeus com os nativos ameríndios (ou "gentios da terra") e com os negros africanos escravizados. Os negros de São Paulo eram, na sua grande maioria, provenientes de Angola e Moçambique, ao contrário dos negros da Bahia, na sua maioria provenientes da Costa da Guiné.
Cornélio Pires dividiu o caipira em quatro categorias, segundo sua etnia, cada uma delas com suas peculiaridades:
- caipira caboclo: descendente de brancos e indígenas catequizados pelos jesuítas. Nele é que surgiu a inspiração para o personagem Jeca Tatu descrito no conto Urupês e no artigo "Velha Praga" de Monteiro Lobato e para a criação do Dia do Caboclo, comemorado em 24 de junho, dia de São João Batista; dele, diz Cornélio Pires:

Coitado do meu patrício! Apesar dos governos os outros caipiras se vão endireitando à custa do próprio esforço, ignorantes de noções de higiene... Só ele, o caboclo, ficou mumbava, sujo e ruim! Ele não tem culpa... Ele nada sabe. Foi um desses indivíduos que Monteiro Lobato estudou, criando o Jeca Tatu, erradamente dado como representante do caipira em geral!— Cornélio Pires
- caipira negro: descendente de escravos, na época de Cornélio Pires era chamado de "caipira preto". Foi imortalizado pelas figuras folclóricas da "mãe-preta" e do "preto-velho", que é homenageado por Tião Carreiro e Pardinho nas músicas "Preto inocente" e "Preto Velho". É, em geral, pobre. Sofre, até hoje, as consequências da escravidão; Cornélio Pires diz dele: "É batuqueiro, sambador, e "bate" dez léguas a pé para cantar um desafio num fandango ou "chacuaiá" o corpo num baile da roça".
- caipira branco: descendente dos bandeirantes, uma nobreza decaída, orgulha-se de seu sobrenome bandeirante, como Pires, Camargo, Paes Leme, Prado e Siqueira. É católico, e se miscigenou com o colono italiano. Pobre, mas é, ainda, proprietário de pequenos lotes de terras rurais: os chamados "sítios". Cornélio Pires, em seu livro "Conversas ao Pé do Fogo", no qual descreveu a vida do caipira, conta que o caipira branco, descendente dos "primeiros povoadores, fidalgos ou nobres decaídos", se orgulhava do seu sobrenome:

Se o caipira branco diz: 'Eu sou da família Amaral, Arruda, Campos, Pires, Ferraz, Almeida, Vaz, Barros, Lopes de Souza, Botelho, Toledo', ou outra, dizem os caboclos: 'Eu sou da raça, de tal gente'!— Cornélio Pires
- caipira mulato, descendente de africanos com europeus. Raramente são proprietários. Cornélio Pires os tem como patriotas e altivos. Diz dele Cornélio Pires: "o mais vigoroso, altivo, o mais independente e o mais patriota dos brasileiros". Excessivamente cortês, galanteador para com as senhoras, jamais se humilha diante do patrão. Apreciador de sambas e bailes, não se mistura com o 'caboclo preto'".

Cornélio Pires informa, em "Conversas ao Pé do Fogo", que o caipira cafuzo e o caipira "caboré" são raros no estado de São Paulo.

## O caipira na cultura brasileira

### Cornélio Pires
O maior estudioso do caipira foi Cornélio Pires, que compreendeu, valorizou e divulgou a cultura caipira nos centros urbanos do Brasil. Cornélio Pires em sua obra Samba e Cateretês, registrou inúmeras letras de música caipiras, que ouviu em suas viagens, e que, sem esta obra, teriam caído no esquecimento. Cornélio Pires registrou também a influência da imigração italiana entrando em contato com o caipira e os termos caipiras mais usados em seu Dicionário do Caipira publicado na obra Conversas ao pé do Fogo.
Cornélio produziu cerca de 500 discos em 78 rpm, sendo o primeiro que lançou, em discos de 78 Rpm a música caipira, hoje popularmente chamada de "música de raiz", em oposição ao sertanejo universitário.
Dentre as obras caipiras de Cornélio Pires, destaca como as mais relevantes Musa Caipira (1910), Quem conta um conto (1916), Conversas ao pé do fogo (1921), As estrambóticas aventuras de Joaquim Bentinho – o queima campo (1924) e Mixórdia (1927). A linguagem empregada nas obras caracteriza-se pelo dialeto caipira e, para melhor entendimento do leitor, no final de cada livro, Cornélio criou um glossário para explicar alguns termos que permeavam o modo de falar nesse dialeto.

### Caipira lobatiano
No ano de 1914, Monteiro Lobato lançou, no jornal O Estado de S. Paulo, um artigo intitulado Velha Praga, que trouxe para a literatura brasileira a figura do caipira como o arquétipo de um anti-herói. Na tentativa de desmistificar a figura romântica do caboclo como um "Jesus nacional", Lobato rompeu com essa visão do “caipira” como um forte e sadio bandeirante e o retratou como sinônimo da preguiça, de onde se originou a forma estereotipada do caipira. 
Lobato criou Jeca Tatu, um estereótipo do caipira que carregava em sua formação biológica o gene da incapacidade. Entretanto, em 1918, Lobato publicou Jeca Tatu: a ressurreição, que embora trouxesse para o panorama literário os mesmos preconceitos retratados na publicação anterior, o escritor apresentou Jeca como uma vítima da estrutura agrária, jogado às traças devido aos privilégios que eram apenas oferecidos aos latifundiários, que, na época, eram a classe social que compunha a elite do Brasil. Desta forma, Jeca Tatu sofria de preguiça, não por esta ser resultante da lei do menor esforço, mas porque tinha ancilostomose. Por estar doente, somente a ciência poderia curá-lo. O tratamento médico seria a salvação do caipira e ao mesmo tempo, seu fim, pois sem o traço da preguiça, Jeca Tatu não seria o mesmo, portanto, para Monteiro Lobato, a salvação do povo caipira seria a sua extinção.

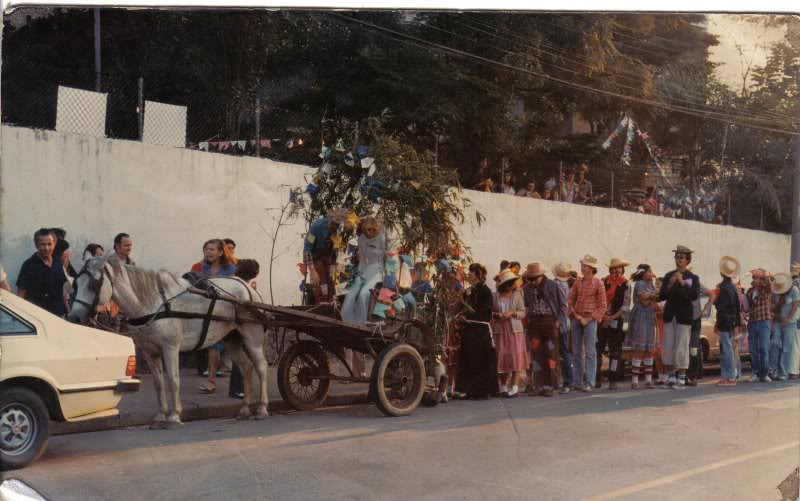
Casamento caipira em festa junina

O cineasta Amácio Mazzaropi criou uma personagem, nos anos de 1950, que fez muito sucesso no cinema brasileiro: o Jeca, inspirado no caipira branco (Mazzaropi tinha ascendência italiana), com base nos estereótipos do caipira caboclo criados por Monteiro Lobato em 1914.
O cartunista Maurício de Sousa pautou-se também nos moldes de Monteiro Lobato para criar um personagem caipira para as histórias da Turma da Mônica, que é o Chico Bento: um menino caipira que representa o confronto da cultura caipira com a urbanização do Brasil. Notável é o fato de as falas nas historietas em quadrinhos do "Chico Bento" serem escritas no dialeto caipira, em vez do português culto.

### Arte
O caipira foi retratado com precisão e maestria por Almeida Júnior nas suas obras-primas "caipira picando fumo" e "O violeiro".